# 冕宁站
冕宁站（羅馬化：Rruo Nuo Che Zhap）原名泸沽站，是一个峨广铁路（成昆复线）和成昆铁路（成昆老线）上的铁路车站，位于四川省凉山彝族自治州冕宁县泸沽镇交南路89号，建于1970年，目前为四等站，邮政编码为615602。
截至2025年4月运行图，冕宁站每日停靠8对列车，其中动车（含CR200J）7对、普速列车1对，为攀枝花南往来普雄的5633/5634次列车。

## 历史
冕宁站开站初期设有4条股道，坡度1.5‰:496，后扩建至6条股道，2012年铁路部门曾对站内信号设备进行改造。车站目前客运办理旅客乘降，2019年车站新建候车厅一座。当时车站货运办理整车、零担货物发到以及西南货物快运列车装卸业务。站内主要的发到货物品类为铁精矿、钢铁、矿建、粮食及化肥等，货源吸引区为冕宁县及九龙县。车站设有面积7774平方米的货场，设有1条装卸线，仓库面积270平方米。车站设有2条专用线，通往锦宁矿业和凉山州冕宁县石油有限责任公司，分别长2603米和268米:497。
为配合接入成昆铁路复线，为此车站于2021年3月26日起进行扩建工程：改造工程在既有车场北侧新建2台5线的新到发场，同时新建一座站房，货场迁至新铁村站。2021年3月26日，冕宁站开始站改，站改后停用1道并修建临时站台，旅客列车改既有2道接发。车站新站房于2021年8月31日投用，同时开通新车场（Ⅱ场）和冕宁右联络线。成昆铁路复线冕宁至米易段于2022年1月10日通车，峨眉至冕宁段于2022年12月26日通车。

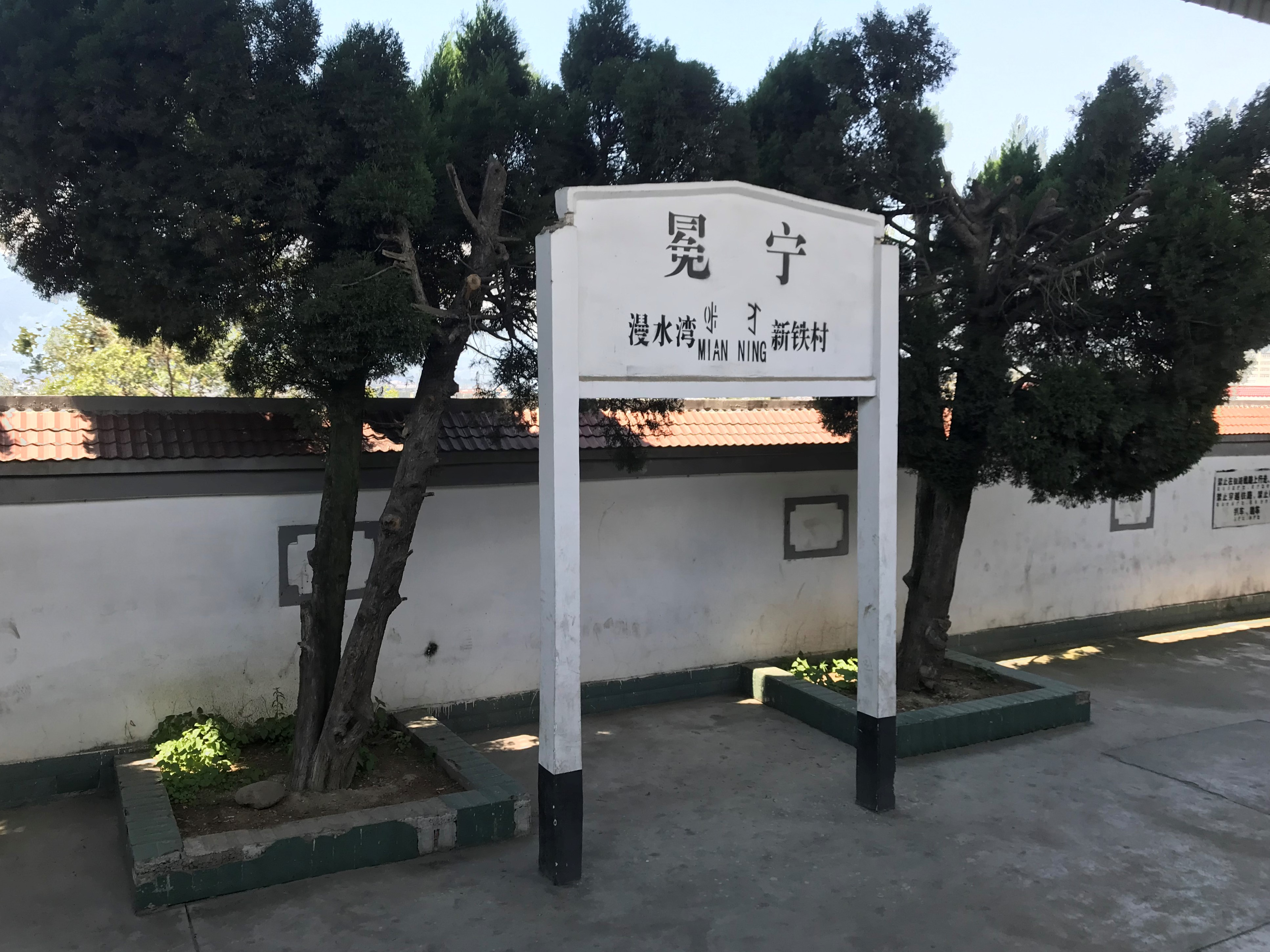
站牌（2019年）
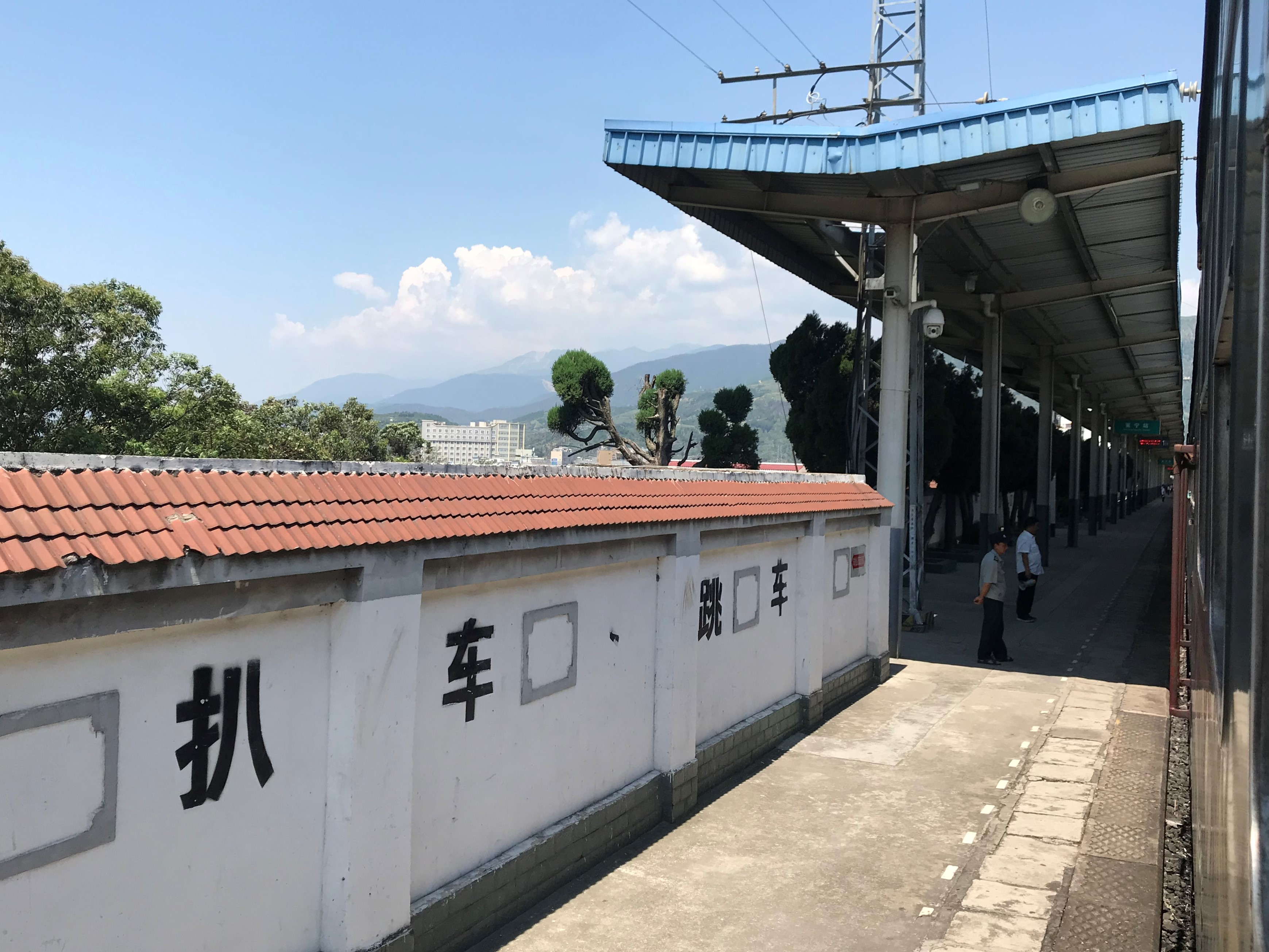
车站站台（2019年）
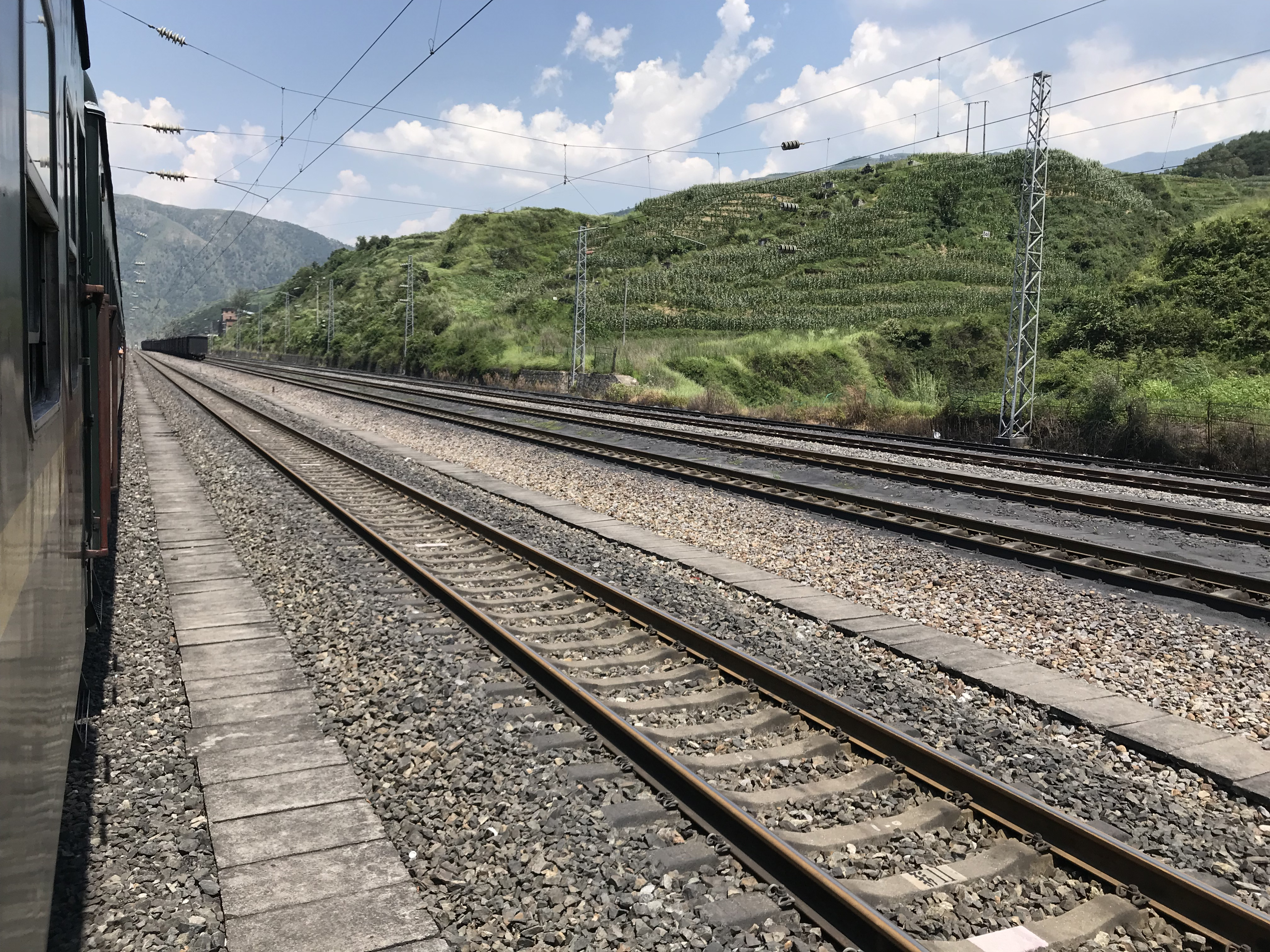
Ⅰ场股道（2019年）
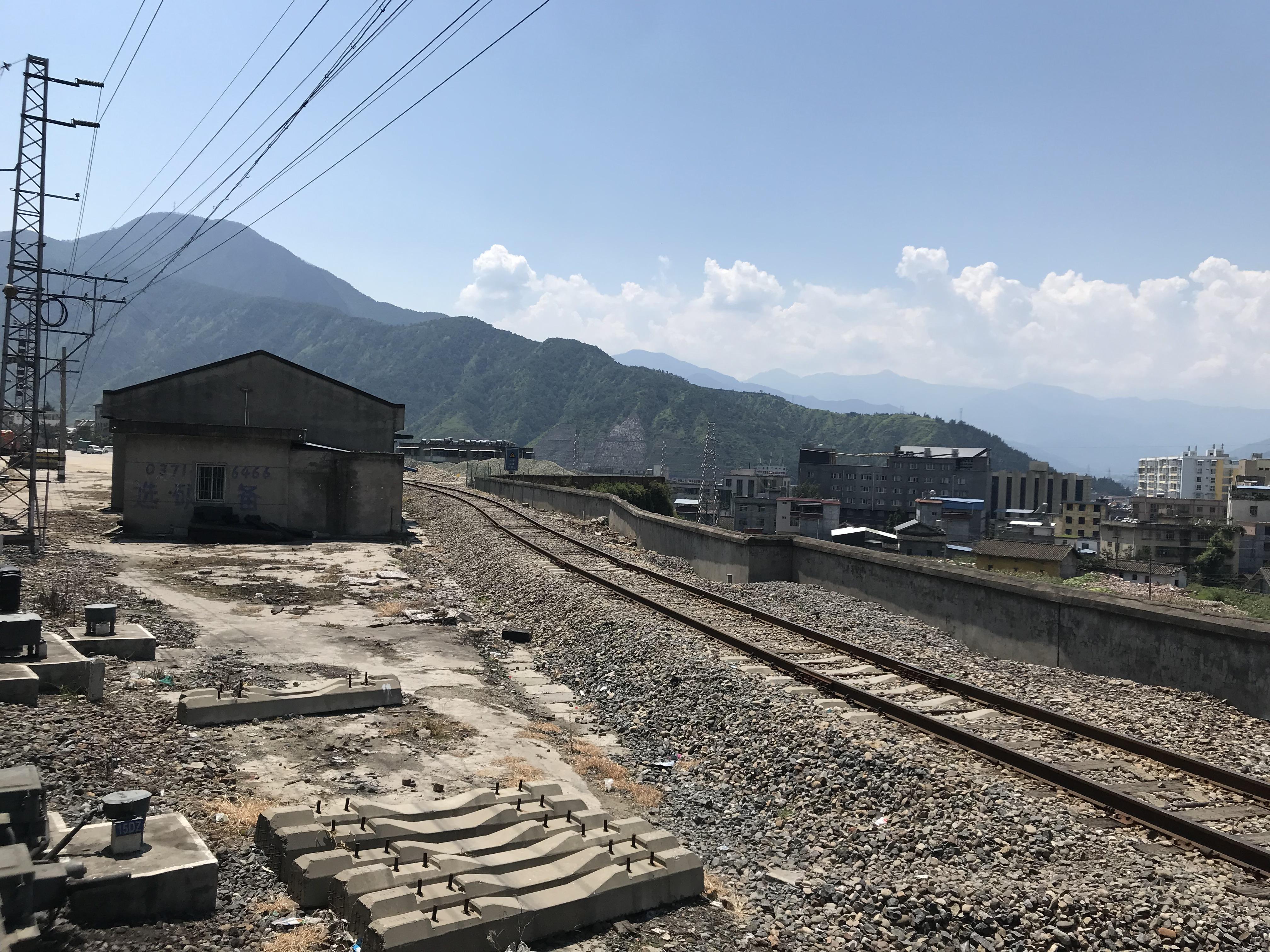
货场

## 车站结构
冕宁站新站房于2021年8月投入使用，为高17米、建筑面积2985.65平方米的线下式站房。站房外立面采用彝族建筑传统屋顶造型，候车室同时可容纳500名旅客候车。

### 站场
成昆铁路在本站设Ⅰ场，有6条股道；新成昆铁路（峨广铁路）在既有站场北侧设有Ⅱ场，有5条股道。车站设有1座岛式站台和1座侧式站台，宽8米和10.25米，Ⅱ场与Ⅰ场共用中间站台。Ⅰ场昆明端为泸沽安宁河大桥；Ⅱ场昆明端为泸沽安宁河双线特大桥，并设有至老线漫水湾站的冕宁右联络线；Ⅱ场成都端则为孙水河双线特大桥和邓家湾隧道。
| 南↑   | 货场 |                                              |  |
| 3-6道 |      | Ⅰ场 成昆铁路到发线                           |  |
| Ⅱ道   |      | Ⅰ场 （新铁村站）成昆铁路正线（漫水湾站）     |  |
| 1道   | 3    | Ⅰ场 成昆铁路到发线                           |  |
|       | 岛式 |                                              |  |
| 3道   | 2    | Ⅱ场 峨广铁路到发线                           |  |
| Ⅰ道   |      | Ⅱ场 （喜德西站）峨广铁路下行正线（月华西站） |  |
| Ⅱ道   |      | Ⅱ场 （喜德西站）峨广铁路上行正线（月华西站） |  |
| 4道   |      | Ⅱ场 成昆复线冕宁右联络线（漫水湾站）         |  |
| 6道   | 1    | Ⅱ场 峨广铁路到发线                           |  |
|       | 侧式 |                                              |  |
| 北↓   | 站房 |                                              |  |